# Einzelfallbeschaffung
Die Einzelbeschaffung im Bedarfsfall gehört zur Beschaffungslogistik und ist neben der
- Vorratsbeschaffungspolitik, der
- fertigungssynchronen Anlieferung (Just-in-time-Produktion) und der
- anlieferungssynchronen Fertigung

eine Hauptbeschaffungsstrategie.
Diese Beschaffungspolitik schließt die Lagerhaltung weitestgehend aus. Die beschafften Güter werden im Bedarfsfall bestellt und direkt in die Produktion geliefert.
Weitverbreitete Anwendung findet diese Art der Materialbeschaffung in der Einzel- (z. B. Schiffbau) und Kleinserienfertigung (z. B. exklusive Uhren).

## Erläuterungen
Voraussetzung für die Anwendung dieser Beschaffungsstrategie ist, dass es eine ausreichende Anzahl von Lieferanten mit einer dementsprechenden Sortimentsbreite am Markt gibt. Da dieses in den meisten Fällen gegeben ist, sind die Liefer- und Bedarfsstrukturen gleich, was eine schnelle Lieferung möglich macht. Die angelieferten Waren werden, ohne vorherige Einlagerung, direkt in die Produktion geleitet. 
Durch den Wegfall der Lager können wesentliche Kosten eingespart werden (Kapitalbindungskosten, Lagerinfrastrukturkosten usw.). Jedoch ist zu beachten, dass sich durch die verhältnismäßig kleinen Beschaffungsmengen ein höherer Einstandspreis ergibt und dadurch einen Teil der Einsparungen wieder egalisiert. Hier ist es wichtig festzustellen, dass die meisten Bereiche, in denen diese Politik ihre Anwendung findet, einen nicht dominierenden Materialkostenanteil aufweisen.
Durch die geringe Marktmacht des Unternehmens, die durch die kleinen Bestellmengen hervorgerufen wird, ist das Hauptaugenmerk auf die Beschaffungsmarktforschung zu legen. Es ist essentiell zu wissen, welche Lieferanten welche Produkte zu welchen Konditionen am Markt anbieten. Nur so können Wartezeiten verhindert werden.
Meistens handelt es sich bei den einzelbeschafften Gütern um Sonderwünsche. Im Zuge dieser Beschaffung kommt es daher meistens zu langen Bereitstellungszeiten, was sich negativ auf den Servicegrad des Unternehmens auswirkt. Seitens der Materialwirtschaft ist darauf zu achten, dass die Sonderwünsche der internen Bedarfsträger möglichst gering gehalten werden.
Um das Kostensenkungspotenzial ganz auszuschöpfen, sollten lange Zahlungsziele vereinbart werden, da der Zeitpunkt der Beschaffung und der Zeitpunkt der Bezahlung des Kunden weit auseinanderliegen.

## Anwendungsbereich
Sehr häufig findet die Einzelbeschaffung im Bedarfsfall ihre Anwendung im Bereich der Einzel- und Kleinserienfertigung. Obgleich sie nicht alle Politikfelder der Materialwirtschaft (Materialwirtschaft, Lieferanten und Bedarfsträger) abdeckt, ist sie doch ein sehr probates Mittel im Bereich der Beschaffungsstrategien.

## Vorteile
- geringe Lagerkosten
- geringe Kapitalbindung
- Lieferantenautonomie
- weniger Aufwand
- stets aktuell
- übersichtlich
- niedrigere Raumkosten

## Nachteile
- keine sofortige Liefer- und Produktionsbereitschaft (Ausfälle usw.)
- niedriger Servicegrad (trifft nur im Idealfall zu)
- häufige Lieferantenwechsel
- intensive Marktforschung
- häufigere Bestellungen
- Produkt teurer (pro Stück)
- Preisschwankungen

Dieser Nachteil ergibt sich unter anderem auch dann, wenn das Unternehmen mit zu schlechten Konditionen und langen Bestellzeiten seitens des Lieferanten rechnen muss.

## Weiterführende Literatur
- Oskar Grün: Industrielle Materialwirtschaft. In: Marcell Schweitzer (Hrsg.): Industriebetriebslehre. 2. Auflage. München 1994, S. 447–568, ISBN  3-800-61755-2
- Gerhard Oeldorf und Klaus Olfert: Materialwirtschaft. 12. Auflage, Verlag Kiehl, Ludwigshafen/Rhein 2008, ISBN 3-470-54142-6
- Ruth Melzer-Ridinger: Materialwirtschaft und Einkauf. 4. Auflage, R.Oldenbourg Verlag, München-Wien, ISBN 3-486-25903-2